# Voleibol nos Jogos Mundiais Militares de 2019 - Feminino
O torneio de voleibol em quadra feminino nos Jogos Mundiais Militares sediado na cidade de  Wuhan, da província de Hubei cujas partidas ocorreram no Jianghan University Gymnasium e também no Wuhan Sports Center Gymnasium entre 16 a 22 de outubro de 2019.

## Formato de disputa
As oito equipes disputaram a fase classificatória em dois grupos, A e B, onde os participantes de cada grupo se enfrentaram, ao final dos confrontos duas melhores posicionadas nos referidos grupos classificaram as semifinais, a partir desta fase o pódio foi definido na partida final e na disputa pelo terceiro lugar.As equipes eliminadas na fase de classificação definiram as posições do quinto ao oitavo lugares.
Para a classificação dentro dos grupos na primeira fase, o placar de 3-0 ou 3-1 garantiu três pontos para a equipe vencedora e nenhum para a equipe derrotada; já o placar de 3-2 garantiu dois pontos para a equipe vencedora e um para a perdedora.

## Medalhistas
|  | BRA Brasil |  | CHN China |  | PRK Coreia do Norte |
|  | Amanda Francisco Ellen Braga Juliana Carrijo Mariana Cassemiro Sonaly Cidrão Renata Colombo Valquíria Dullius Wélissa Gonzaga Priscila Heldes Angélica Malinverno Carla Santos Mayhara da Silva |  | Chen Xintong Duan Fang Gao Yi Huang Liuyan Li Yingying Liu Yanhan Ouyang Xixi Wang Yunlu Yang Junjing Yang Yi Yuan Xinyue Zhou Yujie |  | Choe Pok Hyang Choe Su Jong Jong Jin-sim Jong Song Hui Ju Un-hyang Kim Hong-hwa Kim Hyon Ju Kim Un Jong Pyon Rim Hyang Ri Ra Hyang Rim Hyang Son Hyang Mi |

## Primeira fase
A  CISM divulgou previamente o resultado do sorteio de grupos e a tabela de jogos.
- Todos as partidas no horário das Wuhan (UTC+8:00).

### Grupo A
|     |                |     | Jogos | Jogos | Jogos | Pontos | Pontos | Pontos | Sets | Sets | Sets  |
| Pos | Equipe         | Pts | T     | V     | D     | V      | P      | R      | V    | P    | R     |
| --- | -------------- | --- | ----- | ----- | ----- | ------ | ------ | ------ | ---- | ---- | ----- |
| 1   | China          | 9   | 3     | 3     | 0     | 225    | 124    | 1.815  | 9    | 0    | MAX   |
| 2   | Brasil         | 6   | 3     | 2     | 1     | 204    | 139    | 1.468  | 6    | 3    | 2,000 |
| 3   | Canadá         | 2   | 3     | 1     | 2     | 179    | 260    | 0.688  | 3    | 8    | 0.375 |
| 4   | Estados Unidos | 1   | 3     | 0     | 3     | 175    | 260    | 0.673  | 2    | 9    | 0.222 |

Resultados
| 16 de outubro de 2019 10ː00 Relatório-AQ | Brasil | 3 — 0             | Canadá   | Jianghan University Gymnasium Público: 1.000 Árbitro(s): CHN Wang Ziling GER Ralph Barnstorf |
| 16 de outubro de 2019 10ː00 Relatório-AQ | 25     | Set 1 Set 2 Set 3 | 12 10 12 | Jianghan University Gymnasium Público: 1.000 Árbitro(s): CHN Wang Ziling GER Ralph Barnstorf |

| 16 de outubro de 2019 19ː30 Relatório-AQ | China | 3 — 0             | Estados Unidos | Jianghan University Gymnasium Público: 1.084 Árbitro(s): GER Janita Richter PRK Jang Jong Hyang |
| 16 de outubro de 2019 19ː30 Relatório-AQ | 25    | Set 1 Set 2 Set 3 | 10 9 16        | Jianghan University Gymnasium Público: 1.084 Árbitro(s): GER Janita Richter PRK Jang Jong Hyang |

| 17 de outubro de 2019 13ː30 Relatório-AQ | Canadá         | 3 — 2                         | Estados Unidos | Jianghan University Gymnasium Público: 850 Árbitro(s): PRK Jang Jong Hyang CHN Wang Hao Juan |
| 17 de outubro de 2019 13ː30 Relatório-AQ | 25 20 25 19 21 | Set 1 Set 2 Set 3 Set 4 Set 5 | 23 25 18 25 19 | Jianghan University Gymnasium Público: 850 Árbitro(s): PRK Jang Jong Hyang CHN Wang Hao Juan |

| 17 de outubro de 2019 19ː30 Relatório-AQ | China | 3 — 0             | Brasil   | Jianghan University Gymnasium Público: 1.550 Árbitro(s): GER Ralph Barnstorf EUA William Thornburgh |
| 17 de outubro de 2019 19ː30 Relatório-AQ | 25    | Set 1 Set 2 Set 3 | 17 16 21 | Jianghan University Gymnasium Público: 1.550 Árbitro(s): GER Ralph Barnstorf EUA William Thornburgh |

| 20 de outubro de 2019 10ː00 Relatório-AQ | Brasil | 3 — 0             | Canadá  | Wuhan Sports Center Gymnasium Público: 4.500 Árbitro(s): CHN Wang Hao Juan PRK Jang Jong Hyang |
| 20 de outubro de 2019 10ː00 Relatório-AQ | 25     | Set 1 Set 2 Set 3 | 6 14 10 | Wuhan Sports Center Gymnasium Público: 4.500 Árbitro(s): CHN Wang Hao Juan PRK Jang Jong Hyang |

| 20 de outubro de 2019 19ː30 Relatório-AQ | Canadá  | 0 — 3             | China | Wuhan Sports Center Gymnasium Público: 11.000 Árbitro(s): EUA William Thornburgh NLD Gerard Broekema |
| 20 de outubro de 2019 19ː30 Relatório-AQ | 11 5 19 | Set 1 Set 2 Set 3 | 25    | Wuhan Sports Center Gymnasium Público: 11.000 Árbitro(s): EUA William Thornburgh NLD Gerard Broekema |

### Grupo B
|     |                 |     | Jogos | Jogos | Jogos | Pontos | Pontos | Pontos | Sets | Sets | Sets  |
| Pos | Equipe          | Pts | T     | V     | D     | V      | P      | R      | V    | P    | R     |
| --- | --------------- | --- | ----- | ----- | ----- | ------ | ------ | ------ | ---- | ---- | ----- |
| 1   | Coreia do Norte | 9   | 3     | 3     | 0     | 225    | 93     | 2.419  | 9    | 0    | MAX   |
| 2   | Alemanha        | 6   | 3     | 2     | 1     | 182    | 189    | 0.963  | 6    | 3    | 2,000 |
| 3   | França          | 2   | 3     | 1     | 2     | 189    | 251    | 0.753  | 3    | 8    | 0.375 |
| 4   | Países Baixos   | 1   | 3     | 0     | 3     | 187    | 250    | 0.748  | 2    | 9    | 0.222 |

Resultados
| 16 de outubro de 2019 13ː30 Relatório-AQ | Países Baixos | 2 — 3                         | França         | Jianghan University Gymnasium Público: 1.100 Árbitro(s): EUA William Thornburgh CHN Gou Ming |
| 16 de outubro de 2019 13ː30 Relatório-AQ | 19 25 21 11   | Set 1 Set 2 Set 3 Set 4 Set 5 | 25 16 17 25 15 | Jianghan University Gymnasium Público: 1.100 Árbitro(s): EUA William Thornburgh CHN Gou Ming |

| 16 de outubro de 2019 16ː40 Relatório-AQ | Alemanha | 0 — 3             | Coreia do Norte | Jianghan University Gymnasium Público: 1.000 Árbitro(s): BRA Felipe Turchiari NLD Gerard Broekema |
| 16 de outubro de 2019 16ː40 Relatório-AQ | 8 9 13   | Set 1 Set 2 Set 3 | 25              | Jianghan University Gymnasium Público: 1.000 Árbitro(s): BRA Felipe Turchiari NLD Gerard Broekema |

| 17 de outubro de 2019 10ː00 Relatório-AQ | Coreia do Norte | 3 — 0             | França  | Jianghan University Gymnasium Público: 835 Árbitro(s): CHN Gou Ming NLD Hermanus Rikken |
| 17 de outubro de 2019 10ː00 Relatório-AQ | 25              | Set 1 Set 2 Set 3 | 9 10 14 | Jianghan University Gymnasium Público: 835 Árbitro(s): CHN Gou Ming NLD Hermanus Rikken |

| 17 de outubro de 2019 16ː50 Relatório-AQ | Países Baixos | 0 — 3             | Alemanha | Jianghan University Gymnasium Público: 1.000 Árbitro(s): CAN Samara Alexandra Sevor BRA Edir Cruz |
| 17 de outubro de 2019 16ː50 Relatório-AQ | 18 13 25      | Set 1 Set 2 Set 3 | 25 27    | Jianghan University Gymnasium Público: 1.000 Árbitro(s): CAN Samara Alexandra Sevor BRA Edir Cruz |

| 20 de outubro de 2019 13ː30 Relatório-AQ | Alemanha | 3 — 0             | França   | Wuhan Sports Center Gymnasium Público: 6.000 Árbitro(s): CHN Zhang Tao CAN Samara Alexandra Sevor |
| 20 de outubro de 2019 13ː30 Relatório-AQ | 25       | Set 1 Set 2 Set 3 | 17 19 22 | Wuhan Sports Center Gymnasium Público: 6.000 Árbitro(s): CHN Zhang Tao CAN Samara Alexandra Sevor |

| 20 de outubro de 2019 15ː35 Relatório-AQ | Coreia do Norte | 3 — 0             | Países Baixos | Wuhan Sports Center Gymnasium Público: 4.500 Árbitro(s): GER Janita Richter BRA Edir Cruz |
| 20 de outubro de 2019 15ː35 Relatório-AQ | 25              | Set 1 Set 2 Set 3 | 4 13          | Wuhan Sports Center Gymnasium Público: 4.500 Árbitro(s): GER Janita Richter BRA Edir Cruz |

## Fase final
- Horários UTC-12:00

|  | Semifinais          | Semifinais          |   |                     | Final               | Final |  |
|  |                     |                     |   |                     |                     |       |  |
|  | 21 de Outubro-16ː05 |                     |   |                     |                     |       |  |
|  | Coreia do Norte     | 1                   |   |                     |                     |       |  |
|  | Brasil              | 3                   |   |                     |                     |       |  |
|  |                     |                     |   |                     |                     |       |  |
|  |                     |                     |   |                     | 22 de Outubro-19ː30 |       |  |
|  |                     |                     |   |                     | Brasil              | 3     |  |
|  |                     | China               | 1 |                     |                     |       |  |
|  |                     |                     |   |                     |                     |       |  |
|  |                     |                     |   |                     |                     |       |  |
|  |                     |                     |   |                     | Terceiro lugar      |       |  |
|  | 21 de Outubro-19ː30 | 21 de Outubro-19ː30 |   | 22 de Outubro-16ː30 | 22 de Outubro-16ː30 |       |  |
|  | China               | 3                   |   | Coreia do Norte     | 3                   |       |  |
|  | Alemanha            | 0                   |   |                     | Alemanha            | 0     |  |

### Classificação do 5º ao 8º Lugares
Resultados
| 21 de outubro de 2019 10ː00 Relatório-AQ | Canadá | 3 — 1                   | Países Baixos | Wuhan Sports Center Gymnasium Público: 3.500 Árbitro(s): CHN Gou Ming PRK Jang Jong Hyang |
| 21 de outubro de 2019 10ː00 Relatório-AQ | 21 25  | Set 1 Set 2 Set 3 Set 4 | 25 13 20 16   | Wuhan Sports Center Gymnasium Público: 3.500 Árbitro(s): CHN Gou Ming PRK Jang Jong Hyang |

| 21 de outubro de 2019 13ː30 Relatório-AQ | França      | 1 — 3                   | Estados Unidos | Wuhan Sports Center Gymnasium Público: 4.500 Árbitro(s): CHN Wang Ziling BRA Edir Cruz |
| 21 de outubro de 2019 13ː30 Relatório-AQ | 25 17 15 23 | Set 1 Set 2 Set 3 Set 4 | 21 25          | Wuhan Sports Center Gymnasium Público: 4.500 Árbitro(s): CHN Wang Ziling BRA Edir Cruz |

### Semifinais
Resultados
| 21 de outubro de 2019 16ː05 Relatório-AQ | Coreia do Norte | 1 — 3                   | Brasil | Wuhan Sports Center Gymnasium Público: 3.500 Árbitro(s): CAN Samara Alexandra Sevor GER Janita Richter |
| 21 de outubro de 2019 16ː05 Relatório-AQ | 25 14 23 16     | Set 1 Set 2 Set 3 Set 4 | 19 25  | Wuhan Sports Center Gymnasium Público: 3.500 Árbitro(s): CAN Samara Alexandra Sevor GER Janita Richter |

| 21 de outubro de 2019 19ː30 Relatório-AQ | China | 3 — 0                   | Alemanha | Wuhan Sports Center Gymnasium Público: 9.000 Árbitro(s): FRA Christophe Fourel PRK Jang Jong Hyang |
| 21 de outubro de 2019 19ː30 Relatório-AQ | 25    | Set 1 Set 2 Set 3 Set 4 | 12 8 9   | Wuhan Sports Center Gymnasium Público: 9.000 Árbitro(s): FRA Christophe Fourel PRK Jang Jong Hyang |

### Sétimo lugar
Resultado
| 22 de outubro de 2019 10ː00 Relatório-AQ | Países Baixos | 2 — 3                         | França         | Jianghan University Gymnasium Público: 6.500 Árbitro(s): GER Ralph Barnstorf CHN Zhang Tao |
| 22 de outubro de 2019 10ː00 Relatório-AQ | 25 24 21 12   | Set 1 Set 2 Set 3 Set 4 Set 5 | 23 21 26 25 15 | Jianghan University Gymnasium Público: 6.500 Árbitro(s): GER Ralph Barnstorf CHN Zhang Tao |

### Quinto lugar
Resultado
| 22 de outubro de 2019 13ː30 Relatório-AQ | Canadá         | 2 — 3                         | Estados Unidos | Jianghan University Gymnasium Público: 6.500 Árbitro(s): PRK Jang Jong Hyang BRA Edir Cruz |
| 22 de outubro de 2019 13ː30 Relatório-AQ | 25 26 16 22 10 | Set 1 Set 2 Set 3 Set 4 Set 5 | 22 24 25 15    | Jianghan University Gymnasium Público: 6.500 Árbitro(s): PRK Jang Jong Hyang BRA Edir Cruz |

### Terceiro lugar
Resultado
| 22 de outubro de 2019 16ː30 Relatório-AQ | Coreia do Norte | 3 — 0             | Alemanha | Jianghan University Gymnasium Público: 7.000 Árbitro(s): CHN Wang Haojuan NED Gerard Broekema |
| 22 de outubro de 2019 16ː30 Relatório-AQ | 25              | Set 1 Set 2 Set 3 | 17 12 9  | Jianghan University Gymnasium Público: 7.000 Árbitro(s): CHN Wang Haojuan NED Gerard Broekema |

### Final
Resultado
| 22 de outubro de 2019 19ː30 Relatório-AQ | Coreia do Norte | 3 — 1             | Alemanha    | Jianghan University Gymnasium Público: 12.000 Árbitro(s): GER Janita Richter CAN Samara Alexandra Sevor |
| 22 de outubro de 2019 19ː30 Relatório-AQ | 25 23 25        | Set 1 Set 2 Set 3 | 23 25 23 19 | Jianghan University Gymnasium Público: 12.000 Árbitro(s): GER Janita Richter CAN Samara Alexandra Sevor |

## Classificação final
| Pos.              | País            |
| ----------------- | --------------- |
| Medalha de ouro   | Brasil          |
| Medalha de prata  | China           |
| Medalha de bronze | Coreia do Norte |
| 4                 | Alemanha        |
| 5                 | Estados Unidos  |
| 6                 | Canadá          |
| 7                 | França          |
| 8                 | Países Baixos   |

## Prêmios individuais
A seleção do campeonato foi composta pelas seguintes jogadoras:
- MVP:A definir

## Prêmio extra
- Troféu Fair Play:A definir